# Угандийские мученики

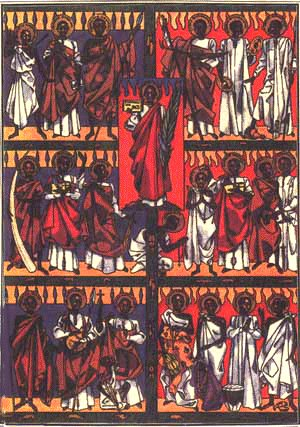
Икона угандийских мучеников

Угандийские мученики (суахили  Wafiadini wa Uganda — группа святых Римско-Католической Церкви (22 человека) и Англиканской церкви (23 человека), принявшие мученическую смерть по приказу короля Буганды Мванги II. Группа угандийских христиан погибли между 1885 и 1887 годом за отказ поклоняться языческим богам. Их смерть стала одним из элементов политической борьбы за контроль королевского двора Буганды.

## История
В 1877 году в Буганду прибыли миссионеры из англиканского Общества церковной миссии. Два года спустя в страну приехали члены католической монашеской конгрегации Миссионеров Африки. К середине 1880-х годов в Буганде образовалась небольшая христианская община из местных жителей. В 1884 году после смерти короля Мутесы I на престол Буганды взошёл его сын Мванга. На престол также претендовал его сводный брат, в результате чего в Буганде произошла гражданская война. Мванга был свергнут с престола после битвы около Менго и бежал в город Укумби, укрывшись в католическом монастыре, где позднее принял крещение. После восшествия на престол в 1888 году Мванга II в отместку за спасение Мванги казнил несколько десятков угандийских христиан. Предлогом для казни стал отказ совершить акт почитания языческих богов.

## Католические святые
22 угандийца, которые были католиками, были беатифицированы Римским папой Бенедиктом XV в 1920 году и канонизированы Римским папой Павлом VI 18 октября 1964 года. Самым известным католическим угандийским мучеником является Карл Луанга.
Память в Католической церкви — 3 июня.

### Список католических мучеников
1. Ахилей Киванука;
2. Адольфус Лудиго-Мукаса;
3. Амвросий Кибуука;
4. Анатолий Кириггваджджо;
5. Андрей Каггва;
6. Антанансий Баззекукетта;
7. Бруно Ссерункуума;
8. Карл Луанга;
9. Дионисий Ссебуггваво
10. Гонзаго Гонза;
11. Гиавира Мусоке;
12. Джеймс Буузаабальааво;
13. Иоанн Мария Музеей;
14. Иосиф Мукаса Баликуддембе;
15. Кизито;
16. Лука Баанабакинту;
17. Матия Мулумба;
18. Мбанга Тузинде;
19. Мугагга Лубова;
20. Мукаса Кириваванву;
21. Нова Маваггали;
22. Понсиано Нгондве.

20 октября 2002 года Римский папа Иоанн Павел II причислил отдельно к лику блаженных мучеников из Паймоло Дауди Окело и Джилдо Ирву.

## Англиканская церковь
В Англиканской церкви почитается Джеймс Ханнингтон. Был назначен первым епископом Восточной Африки.

## Память
- Именем угандийских мучеников назван университет в Уганде.
- Именем угандийских мучеников освящена базилика.